# عشائرية علامة تجارية
عشائرية العلامة التجارية (بالإنجليزية: Brand tribe)‏ هي مفهوم في التسويق يشير إلى المجموعات الزائلة التي تمكن الاتصال بين المستهلكين الذين يشاركون العواطف أو المصالح المشتركة. يكون العمل على إنشاء مجموعات عشائرية للعلامة التجارية كجزء من استراتيجية التسويق العشائري والتي تركز على تعزيز الارتباط بين المستهلكين، بدلاً من التركيز على وظائف المنتجات والخدمات التي تقدمها العلامة التجارية.

## الأصل
ينشأ مفهوم عشائرية العلامات التجارية أو العلامات التجارية الاستهلاكية في النظرية الاجتماعية حول العشيرة الجديدة التي اقترحها ميشيل مافيسولي [الإنجليزية]. تفترض هذه النظرية أن الناس تطوروا ليعيشوا في مجتمع يشبه العشيرة وبالتالي يشكلون شبكات اجتماعية تشبه شبكات العشيرة .

## الوصف
يشير مفهوم عشيرة العلامة التجارية أو قبائل المستهلكين في التسويق إلى تطوير مشاركة المستهلك إلى المستهلك من خلال ظهور القيم العشيرة الجديدة مثل الطقوس وموقع المجموعة. تختلف قبيلة العلامة التجارية عن مجتمع العلامة التجارية الذي تفتقر فيه القبائل إلى التزام طويل الأمد تجاه المجموعة، ولا تحدد مواقع التواصل الاجتماعي حول علامة تجارية واحدة. يشير مفهوم قبيلة المستهلك إلى تعدد التجمعات الاجتماعية التجارية وغير التجارية، والتي تتميز بأنها غير دائمة وسلسة وعابرة.

## المحددات
الكثير في هذا المجال لا يزال دون نظريات. استكشف الأكاديميون وناقشوا درجة الترابط بين المستهلكين والعلامات التجارية والآثار المترتبة على مؤسسات ما بعد الحداثة والاستهلاك.

## مقالات ذات صلة
- مجتمع الأسلوب
- مجتمع العلامة التجارية
- قبلية جديدة